# Bulbophyllum mysorense
Bulbophyllum mysorense là một loài phong lan thuộc chi Bulbophyllum.